# گیاه‌خواری زیست‌محیطی

The predictable افزایش قابل پیش‌بینی نسبت تولیدات حیوانی در سبد غذایی مردمی که در کشورهای در حال توسعه زندگی می‌کنند، چالش جدیدی را در کشاورزی جهانی به‌وجود خواهد آورد.

گیاه‌خواری زیست‌محیطی انتخاب رژیم غذایی نوعی گیاه‌خواری است که با هدف حفاظت محیط زیست انجام می‌شود.

## آثار مخرب زیست‌محیطی تولید گوشت
کشاورزی صنعتی و گسترده تک محصولی که در کشورهای صنعتی، معمولاً برای محصولات غذایی مثل ذرت و سویا رایج است، بسیار آسیب‌زاتر از روش‌های کشاورزی پایدار است.

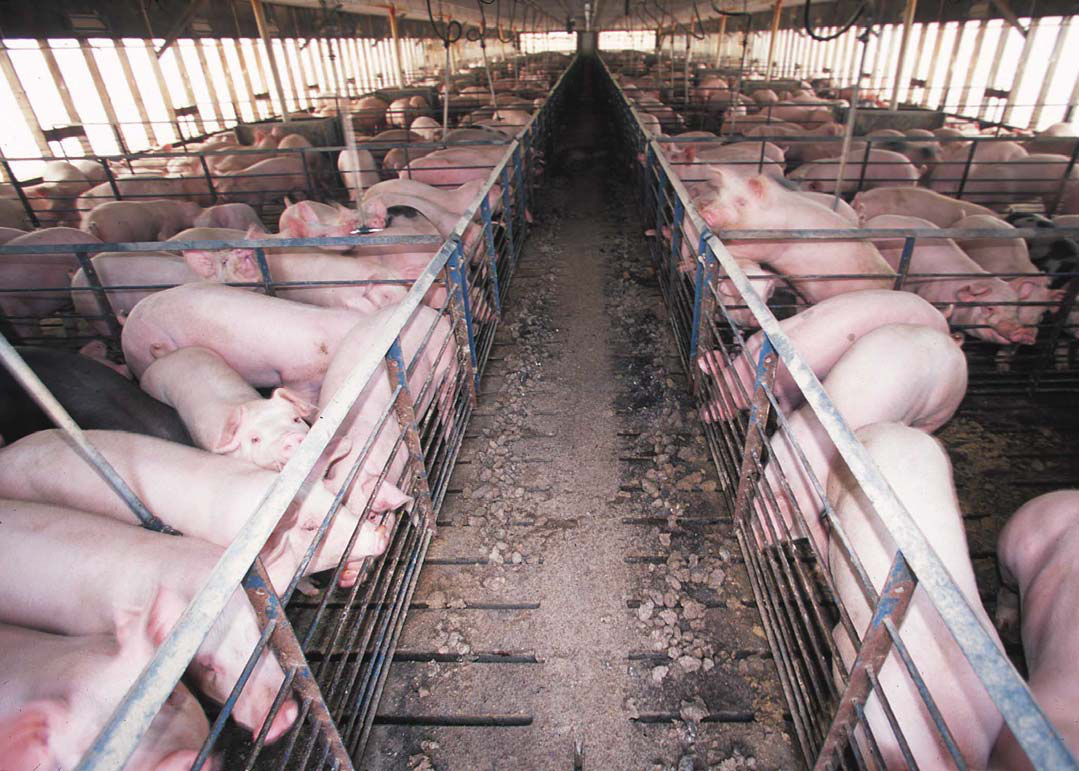
داخل یک طویلهٔ نگه‌داری خوک یا خوکدانی

بر اساس گزارش جدید سازمان ملل در سال ۲۰۰۶، صنعت دام یکی از بزرگ‌ترین عوامل زوال محیط زیست در جهان است. همچنین تلاش‌های جدید برای پرورش حیوانات به منظور تهیه فراورده‌های غذایی در مقیاس وسیع، باعث جنگل زدایی، آلودگی آب و آلودگی هوا، فرسایش زمین، فرونشست زمین، از بین رفتن خاک سطحی، گرمایش جهانی مصرف بیش از حد از منابع از جمله نفت خام و آب و از بین رفتن تنوع زیستی شده‌است. در نتیجه بخش دام به عنوان یکی از دو یا سه عامل مهم و آشکار به وجود آورنده مشکلات زیست‌محیطی درهمه مقیاس‌ها از منطقه‌ای تا جهانی است. در سال ۲۰۰۶ فائو (FAO) تخمین زد که صنعت گوشت عامل تولید ۱۸٪ از کل گازهای گلخانه‌ای است. این رقم در سال ۲۰۰۹ توسط دو دانشمند بانک جهانی مورد تجدید نظر قرار گرفته و حداقل ۵۱٪ تخمین زده شده‌است.
در دورانی که دچار کمبود منابع آب سالم هستیم، این نکته حائز اهمیت است که بدانیم، تغذیه حیوانات با دانه‌ها نیازمند آب بیشتری نسبت به محصولات همان دانه‌هاست. با دنبال کردن فراورده‌های حیوانی از مرحله تغذیه حیوانات تا مرحله مصرف فراورده توسط انسان، مثل فراورده‌های خام گوشتی، شیر و تخم مرغ، در می‌یابیم که نسبت انرژی ورودی به پروتئین خروجی از ۴:۱ به ۵۴:۱ افزایش پیدا می‌کند. دلیل آن، این است که در جهت مصرف غذایی انسان، فراورده‌های حیوانی به‌طور مشخص، بهره‌وری خیلی کمتری نسبت به برداشت مستقیم دانه‌ها، سبزیجات، حبوبات و دانه‌های میوه، دارند. یک شخص به‌طور عمده برای دریافت پروتئین حیوانی، نیاز به زمینی معادل ۱۰ برابر بزرگتر از وسعت زمینی دارد، که شخص پروتئین را از طریق منابع گیاهی تأمین می‌کند.
آسیب‌های زیست‌محیطی ناشی از فراورده‌های حیوانی، متأثر از شیوه تولید آن است. فراورده‌ای که بر پایه تغذیه حیوانات در چراگاه‌های طبیعی باشد، می‌تواند باعث محدود کردن فرسایش خاک شود و همچنین کشاورزان می‌توانند با کاشت چرخشی (عوض کردن محصول کاشته شده در هر دوره) با علف، مشکلات ناشی از آفت را با استفادهٔ کمتری از آفت‌کش‌ها کنترل کنند. این مسئله، همین‌طور در مناطق خشک، روند بیابان‌زایی را تشدید می‌کند. در دورانی که حدود ۳۰ درصد زمین‌ها به منظور استفاده دام، مورد بهره‌برداری قرار می‌گیرند، اثرات استفاده حیوانات از چراگاه‌ها، بر کیفیت خاک، قابل اهمیت است.
در ژوئیه ۲۰۰۹، چند هفته بعد از گزارش صلح سبز که نشان می‌داد دامداران آمازون باعث تخریب زمین‌ها می‌شوند، نایکی و تیمبرلند خریداری چرم از دامداران آمازون را متوقف کردند. دی‌اکسید کربن تنها گاز گلخانه‌ای مرتبط با گرمایش جهانی نیست. گاز متان در حدود ۲۱ بار و اکسید نیتروژن ۲۹۶ بار بیشتر از دی‌اکسید کربن در گرمایش جهانی سهم دارند. صنعت دامداری یکی از عوامل عمدهٔ تولید این گازها است.

## ملاحظات اقتصادی و اجتماعی مربوط
۵ میلیارد گیاه‌خوار وگان در دنیا باید به وجود بیایند یا باید تولید مزارع فقط با زمین‌های کشاورزی موجود، به سه برابر میزان فعلی آن برسد.
گیاه‌خواران زیست‌محیطی را می‌توان با گیاه‌خواران اقتصادی مقایسه کرد. گیاه‌خوار اقتصادی به کسی گفته می‌شود که به دلیل اجبار اقتصادی یا انتخاب عمدی شکل زندگی ساده، به گیاه‌خواری رو آورده باشد.
چنین کسی ممکن است این اعتقاد را بر نگاهی فلسفی بنیان‌گذارد، مثل این اعتقاد که مصرف گوشت از نظر اقتصادی به صرفه نیست یا این‌که گیاه‌خواری می‌تواند باعث بهبود سطح سلامت عمومی یا کاهش مسئله گرسنگی شود.
به گفته مؤسسه دیدبان جهان (Worldwatch Institute): «کاهش گسترده مصرف گوشت در کشورهای صنعتی باعث کاهش بار خدمات درمانی و بهبود سلامت عمومی می‌شود؛ کاهش تعداد گله‌های دام باعث برداشتن فشار از مراتع (rangelands and grainlands) می‌شود که خود باعث نوسازی پایه منابع کشاورزی می‌شود. با افزایش جمعیت، کاهش مصرف جهانی گوشت باعث استفاده بهینه از سرانه منابع در حال کاهش زمین و آب خواهد شد و در همین حال سبب فراهم شدن غلات ارزان‌تر برای گرسنگان جهان می‌شود.»
گیاه‌خواران محیط زیستی خواستار کاهش مصرف گوشت در کشورهای جهان اول به خصوص در ایالات متحده هستند. به گفته صندوق جمعیت سازمان ملل متحد «هر شهروند ایالات متحده به‌طور متوسط ۱۱۸ کیلوگرم گوشت در سال مصرف می‌کند، که بالاترین نرخ جهانی است و این نرخ ۱٫۵ برابر میانگین کشورهای صنعتی، ۳ برابر میانگین شرق آسیا، و ۴۰ برابر میانگین بنگلادش است».
به علاوه «ردپای اکولوژیک میانگین یک فرد در کشورهای با درآمد بالا ۶ برابر ردپای اکولوژیک یک نفر در کشورهای کم‌درآمد است، و همچنین خیلی خیلی بیشتر از کشورهای کم‌توسعه یافته.»
سازمان بهداشت جهانی معضل سوءتغذیه را این‌گونه نام‌گذاری می‌کند: «اورژانس بی‌صدا» (the silent emergency) و می‌گوید که سوء تغذیه در بیش از نیمی از ۱۰٫۴ میلیون کودکی که در سال می‌میرند، یک عامل مشترک(factor) است.
دانشمندان کورنل توصیه‌کرده‌اند که ایالات متحد می‌تواند ۸۰۰ میلیون نفر را با غله‌ای که مورد مصرف دام‌ها قرار می‌گیرد، تغذیه کند، هرچند که بین تولید گوشت با تغذیهٔ غله و دام‌های رشد یافته در چراگاه تفاوت قائل شده‌اند و استفادهٔ درست از چراگاه را روش منطقی‌تری برای استفاده از زمین‌های حاشیه‌ای معرفی کرده‌اند."
افرادی به این بحث پرداخته‌اند که انتخاب یک رژیم شیرزرده‌گیاه‌خوار یا کاملاً گیاهی وگان بهترین کار است ولی ممکن است کاملاً لازم نباشد، چون حتی کاهش کمی در مصرف گوشت در جوامع صنعتی به میزان قابل توجهی بار فشار بر منابع طبیعی ما را کم خواهد کرد. یک عمل فردی که می‌تواند تأثیر شگرفی بر این مشکلات بگذارد، کاهش مصرف گوشت است. برای تولید ۱ پوند گوشت گاو در دامداری به ۲۴۰۰ گالن آب و ۷ پوند غله نیاز است (۴۲). اگر این‌طور در نظر بگیریم که میانگین مصرف گوشت گاو سالیانهٔ هر آمریکایی ۹۷ پوند باشد (و ۲۳۷ پوند در کل)، حتی تغییری کوچک در مصرف گوشت در این فرهنگ می‌توند به میزان قابل توجهی بار فشار بر منابع طبیعی‌مان را کم کند.
یکی از گزارش‌های هیئت بین‌المللی مدیریت پایدار منابع در برنامهٔ محیط‌زیست سازمان ملل (UNEP) در سال ۲۰۱۰، اظهار می‌کند که برای کاهش مشکلات جهانی شامل گرسنگی، فقر سوختی و از همه‌مهم‌تر تغییرات آب‌وهوایی، تغییر جهانی به سمت یک رژیم غذایی گیاهی، حیاتی است. این هیئت اعلام کرد: «بر اثر رشد جمعیت و افزایش مصرف محصولات حیوانی، انتظار می‌رود که سوء اثرات کشاورزی به میزان قابل توجهی افزایش پیدا کنند. برعکس سوخت‌های فسیلی، پیدا کردن یک جایگزین سخت به نظر می‌رسد، چرا که: مردم باید غذا بخورند. یک کاهش قابل‌توجه در سوء اثرات تنها با یک حرکت قابل‌توجه در رژیم غذایی جهانی و دور شدن از محصولات حیوانی ممکن است.»

## انتقادها
اتخاذ گسترده رژیم گیاهی به خودی خود ممکن است برای پایدار کردن سیستم غذایی ایالات متحده کافی نباشد، مگر این‌که شیوه‌های سالمتر کشاورزی مانند استفاده از انرژی‌های تجدیدپذیر نیز مورد استفاده قرار گیرند. پشتیبانی از روش‌های جایگزین کشاورزی (مانند کشاورزی زیستی و چراندن دوره‌ای) و جلوگیری از مالکیت گیاه‌های خاص مانند برنج نیز تأثیر سودمندی بر سلامتی محیط زیست و کشاورزی پایدار دارد. گرچه این موضوع بر روی حقوق و رفاه حیوانات تأثیر ناچیزی خواهد داشت. بر اساس گفته دانشمندان دانشگاه کرنل سیستم غذای ایالات متحده چه گیاهی و چه گوشتی به دلیل استفاده زیاد از انرژی‌های فسیلی، ناپایدار است ولی مشخصا رژیم غذایی شیر زرده گیاه‌خوار از رژیم غذایی گوشتی پایدارتر است.
بعضی از فعالان محیط زیست ادعا می‌کنند که اتخاذ رژیم غذایی گیاهی می‌تواند به جای تغییرات سیستماتیک، تمرکز را بر روی کنش‌های فردی و ژست پرهیزکاری کند. یک محیط زیست‌گرای استرالیایی به نام دیو ریلی (Dave Riley) با اشاره به این‌که حیوانات می‌توانند به زنجیرهٔ غذا کمک کنند، می‌گوید: «در حالی که نابودی محیط زیست در اطراف ما با قدرت می‌خروشد، بی‌گوشت‌بودن و بی‌گناه‌بودن به طرز اغواکننده‌ای ساده به نظر می‌آید». «برای مثال سیب‌زمینی هندی را که به سختی می‌توان نگه داشت، می‌توان در خوک‌ها قرار داد و سیب‌های گندیده امروز که مگس‌ها را جذب می‌کنند، گوشت نمک‌زده پهلوی خوک (bacon) فردای ما خواهند بود»
بیل مولیسون در درس به این بحث می‌پردازد که گیاه‌خواری فرسایش خاک را افزایش می‌دهد. چون حذف یک گیاه از یک دشت، تمام مواد مغذی که آن از خاک گرفته را نیز حذف می‌کند. درحالی‌که حذف یک حیوان از یک دشت، آن را دست نخورده باقی می‌گذارد. به هر حال چون تغذیه گله در مقایسه مصرف مستقیم انسان، نیازمند این است که گیاه‌های بیشتری از دشت حذف شوند، این بحث جایگاهی ندارد. از این گذشته، گله‌ها به دلیل لگدکوب‌کردن زمین و چرای بی‌رویه، علت فرسایش خاک شناخته می‌شوند.
انتقادها به این نکته اشاره دارند که در دنیای مدرن، گرسنگی تا درجه زیادی یک مشکل سیاسی است و نمی‌تواند با پُر کردن بازارهای دنیا با حبوبات حل شود.
در واقع منتقدان به گیاه‌خواری زیست‌محیطی می‌گویند که اگر ایالات متحده، این حبوبات به اصطلاح «آزاد شده» را به جهان در حال توسعه بدهد، این کار باعث دامپینگ، تحلیل‌بردن بازارهای داخلی و بدتر کردن موقعیت می‌شود. در بین دیگر نتایج این‌کار می‌تواند باعث کاهش تنوع زیستی نیز بشود.
بعضی محیط زیست‌گرایان حتی تا این‌جا پیش می‌روند که هدف کمک غذایی (به خصوص حبوبات) را بیشتر کمک به کشاورزان در جهان توسعه یافته می‌دانند تا کمک به گرسنگان کشورهای در حال توسعه.
به تصور برخی، گیاه‌خواری می‌تواند باعث نجات کره زمین و محیط زیست از گرمایش و فرسایش شود. اما اگر تولید صنعتی مواد غذایی برای سیر کردن جمعیت هفت میلیارد نفری جهان با ملاحظات زیست‌محیطی همراه نباشد مشکل حل نمی‌شود. استفاده وسیع از آفت‌کش‌ها و کودهای شیمیایی، سیستم آبیاری اشتباه و عوامل دیگر هم نقش زیادی در آسیب زدن به منابع کره زمین دارند. به فرض گیاه‌خوار شدن تمامی ساکنان زمین، باید محصولات حیوانی را با گیاهی جایگزین کرد که خود این گیاهان هم، خاک، آب، منابع کره زمین و زیستگاه‌هایی جانوری را در معرض خطر قرار می‌دهد.